# Lemsterland

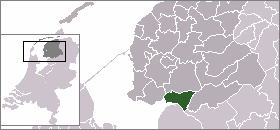
Lemsterlands läge

Lemsterland (frisiska Lemsterlâm) var en kommun i provinsen Friesland i Nederländerna. Kommunens totala area var 124,38 km² (där 48,10 km² är vatten) och invånarantalet är på 13 421 invånare (2005). Kommunen gick 1 januari 2014 upp i De Friese Meren och upphörde därmed som kommun.